# Векторна міра
Векторна міра — адитивна функція множин, визначена на кільці множин зі значеннями в нормованому просторі. Є узагальненням понять  міри, заряду і комплексної міри. Для векторних мір, як і для мір, визначено поняття інтегралу.

## Означення
Якщо {\displaystyle {\mathcal {F}}} є алгеброю множин, а {\displaystyle E} - нормованим простором, то функція {\displaystyle \nu \colon {\mathcal {F}}\to E,}, що задовольняє умову
{\displaystyle \nu (A\cup B)=\nu (A)+\nu (B)}
для всіх множин {\displaystyle A,B\in {\mathcal {F}},} що мають порожній перетин називається векторною мірою
Якщо {\displaystyle {\mathfrak {M}}} є σ-алгеброю то функція {\displaystyle \nu \colon {\mathfrak {M}}\to E}  називається зліченно адитивною (σ-адитивною) векторною мірою, якщо для кожної послідовності {\displaystyle (A_{n})_{n\in \mathbb {N} }} множин із {\displaystyle {\mathfrak {M}}}, що попарно не перетинається:
{\displaystyle \nu \left(\bigcup _{n=1}^{\infty }A_{n}\right)=\sum _{n=1}^{\infty }\nu (A_{n})}

### Варіація і напівваріація
Нехай {\displaystyle \nu \colon {\mathcal {F}}\to E} є векторною мірою, а {\displaystyle \Pi \subset {\mathcal {F}}} позначає різні скінченні підмножини із {\displaystyle {\mathcal {F}}} і для кожної {\displaystyle \Pi } її елементи попарно не перетинаються і {\textstyle \bigcup _{P\in \Pi }=A.} Функція {\displaystyle |\nu |\colon {\mathcal {F}}\to [0,\infty ]} задана як
{\displaystyle |\nu |(A)=\sup \left\{\sum _{P\in \Pi }\|\nu (P)\|\colon \Pi \right\},}
називається варіацією векторної міри {\displaystyle \nu .}
Функція  {\displaystyle \|\nu \|\colon {\mathcal {F}}\to [0,\infty ],} задана як
{\displaystyle \|\nu \|(A)=\sup\{|x^{\star }\circ \nu |(A)\colon x^{\star }\in E^{\star },\|x^{\star }\|\leqslant 1\}}
називається напівваріацією векторної міри {\displaystyle \nu .}
Векторна міра {\displaystyle \nu } має скінченну варіацію якщо її на усьому просторі є скінченною.

### Властивості
- Якщо {\displaystyle {\mathfrak {M}}} є σ-алгеброю пімножин {\displaystyle M,} a {\displaystyle \nu \colon {\mathfrak {M}}\to \mathbb {R} } є зліченно адитивною функцією множин, до

{\displaystyle |\nu |=\|\nu \|=\nu ^{+}+\nu ^{-},} де {\displaystyle \nu ^{+},\nu ^{-},} є відповідно додатною і від'ємною варіаціями.
- Варіація векторної міри є адитивною функцією множин. Варіація зліченно адитивної векторної міри є мірою.
- Напівваріація векторної міри є субадитивною та монотонною функцією множин.
- Якщо {\displaystyle \nu } є векторною мірою, то {\displaystyle \|\nu \|\leqslant |\nu |.}
- Векторна міра з обмеженою варіацією є зліченно адитивною тоді й лише тоді, коли її варіація є зліченно адитивною.
- Нехай {\displaystyle {\mathfrak {M}}=\sigma ({\mathcal {F}})} (σ-алгебра, породжена алгеброю {\displaystyle {\mathcal {F}}}). Якщо {\displaystyle \nu \colon {\mathfrak {M}}\to E} є зліченно адитивною векторною мірою з обмеженою варіацією, то для кожного {\displaystyle A\in {\mathcal {F}}} виконується рівність: {\displaystyle |\nu |_{\mathcal {F}}|(A)=|\nu |(A).}
- Якщо варіація векторної міри {\displaystyle \nu } є скінченною мірою, то {\displaystyle \nu } є зліченно адитивною векторною мірою.
- Множина значень σ-адитивної векторної міри є обмеженою.

## Приклади
- Зліченно адитивна векторна міра. Нехай {\displaystyle T\colon L_{\infty }[0,1]\to X} є неперервним лінійним оператором. Тоді можна ввести скінченно адитивну міру значення якої lля кожної вимірної (у сенсі Лебега) множини {\displaystyle A\subset [0,1]} є рівним:

{\displaystyle \nu (A)=T(\chi _{A}),}
де {\displaystyle \chi _{A}} — характеристична функція. Також для кожного {\displaystyle A\subset [0,1]}
{\displaystyle \|\nu (A)\|\leqslant l(A)\|T\|,} де {\displaystyle l} — міра Лебега.
Тоді також {\displaystyle \|\nu \|(A)\leqslant l(A)\|T\|,}
що доводить, що {\displaystyle \nu } є векторною мірою із скінченною варіацією.
- Векторна міра із скінченною напівваріацією але нескінченною варіацією. Нехай {\displaystyle {\mathcal {L}}|_{[0,1]}} є σ-алгеброю підмножин Лебера множини {\displaystyle [0,1]}. Функція {\displaystyle \nu \colon {\mathcal {L}}|_{[0,1]}\to L_{\infty }[0,1]}, задана як

{\displaystyle \nu (A)=\chi _{A},}
для {\displaystyle A\in {\mathcal {L}}|_{[0,1]}} має скінченну напівваріацію але нескінченну варіацію.
- Векторна міра із нескінченною варіацією. Нехай {\displaystyle {\mathcal {F}}=\{A\subseteq \mathbb {N} \colon |A|<\aleph _{0}\vee |\mathbb {N} \setminus A|<\aleph _{0}\}.} Функція {\displaystyle \nu \colon {\mathcal {F}}\to \mathbb {R} } задана як

{\displaystyle \nu (A)=\left\{{\begin{array}{ll}|A|,&|A|<\aleph _{0}\\-|A|,&|\mathbb {N} \setminus A|<\aleph _{0}\end{array}}\right.}
має необмежену варіацію.